# Kościół św. Wincentego à Paulo i klasztor misjonarzy w Śmiłowiczach
Kościół św. Wincentego à Paulo i klasztor misjonarzy w Śmiłowiczach (biał. Касцёл Святога Вінцэнта і кляштар місіянераў) – rzymskokatolicki zespół klasztorny w Śmiłowiczach, w rejonie czerwieńskim, w obwodzie mińskim na Białorusi. Zabytek w stylu baroku wileńskiego zniszczony przez władze radzieckie w latach 30. XX wieku.

## Historia
Zespół klasztorny znajdował się na skraju miasteczka Śmiłowicze, przy gościńcu Mińsk-Ihumeń. Jego fundatorka, Marcybella Zawiszanka z Ogińskich, sprowadziła księży ze Zgromadzenia Księży Misjonarzy Świętego Wincentego à Paulo i umieściła ich przy drewnianym kościele, obiecując pieniądze na budowę murowanych budynków. Prace budowlane przy budowie nowego kościoła i klasztoru trwały w latach 1767–1791. W roku 1774 wybudowano piętrowy, murowany gmach domu misyjnego (klasztoru), a poświęcenie kościoła pod wezwaniem św. Wincentego à Paulo odbyło się w roku 1785. W wyniku II rozbioru Rzeczypospolitej w 1793 roku zespół klasztorny znalazł się na terenie Imperium Rosyjskiego. Do 1831 przy klasztorze działała szkoła misjonarska. W 1832 w ramach represji za powstanie listopadowe klasztor został zamknięty przez władze, a kościół przekazany parafii katolickiej. Po powstaniu styczniowym kościół został odebrany katolikom i przekazany prawosławnym. W 1867 roku został poświęcony jako prawosławna cerkiew św. Trójcy, jednak w wyniku braku finansowania szybko popadł w ruinę.
W latach 30. XX wieku budynki kościoła i klasztoru zostały zburzone przez władze radzieckie.

## Architektura
Świątynia odgrywała rolę zarówno kościoła przyklasztornego, jak i parafialnego. Posiadała trzy nawy i dwuwieżową fasadę. Wewnątrz znajdowało się 6 iluzjonistycznych ołtarzy z obrazami i rzeźbami.